# 파루크 레가리
파루크 아흐마드 칸 레가리(우르두어: سردار فاروق احمد خان لغاری, 영어: Farooq Ahmad Khan Leghari, 1940년 10월 29일~2010년 10월 20일)는 파키스탄의 정치인으로, 1993년 11월 14일부터 1997년 12월 2일까지 파키스탄의 제8대 대통령이었다. 그는 대통령으로 선출된 최초의 발루치족였다.
발루치족과 영향력 있는 봉건 가문에서 태어난 레가리는 애치슨 칼리지, 파키스탄의 포만 크리스천 칼리지, 영국 옥스퍼드의 세인트 캐서린 칼리지에서 교육을 받았다. 영국에서 돌아온 그는 1964년 공무원 시험에 응시하여 공무원으로서 경력을 시작했고 1973년 정치에 입문하기 전까지 사르고다 부서로 남아있었으며 1975년부터 1977년까지 파키스탄 인민당 강령에서 펀자브주를 대표하는 상원의원으로 재직했다. 1977년 국회의원 선거에서 파키스탄 인민당 후보로 출마하여 당선되었고, 산업부 장관으로 임명되었다. 1980년대에 그는 무함마드 지아울하크 대통령 정부에 반대하는 시위를 이끌었고 1988년에 치러진 총선에 성공적으로 출마했다. 1990년부터 1993년까지 그는 베나지르 부토 전 총리 밑에서 야당의 부대표로서 일했고 1993년 파키스탄 총선에 참여했다.

## 대통령직
대량 부패와 화이트칼라 범죄로 기소된 정치인들과 대조적으로 그의 자격과 "깨끗한 평판"은 그에게 부토 총리와 파키스탄 인민당(PPP)으로부터 지지를 얻었다. 그는 후보 지명을 수락했고 대통령 권한대행이자 나와즈 샤리프의 파키스탄 무슬림 연맹 나와즈파 후보인 와심 사지드를 상대로 대통령 선거에 출마했다.
간접 투표의 결과, 레가리는 와심 사지드에 대한 168표에 비해 274표를 얻었다. 1993년 11월 13일, 파루크 레가리는 5년 임기의 파키스탄 대통령으로 임명되었다. 그는 파키스탄 헌법 수정 제8조를 폐지할 것을 맹세했고 베나지르 부토 총리에 대한 지지를 표명했다. 그러나 헌법 수정 제8조를 폐지하는 법안은 제출되지 않았다. 특히 카라치에서는 경찰의 작전으로 다양한 사망자가 발생해 치안 상황이 악화되고 있다.
1994년부터 1995년까지 FIA가 주도한 저격 작전으로 인해 큰 스캔들이 드러나기도 했다. 메랑게이트로 알려진 레가리와 부토의 이름은 뉴스 매체의 부패 스캔들에 연루되었다. 그러나 PPP는 FIA의 조사와 사법 조사는 물론 언론 보도도 강력하게 억압했다. 레가리는 부토 행정부의 내외 정책들을 지지하였고 국가적 수준에서 부토 총리의 계획들을 확고하게 지지하였다. 레가리는 인도의 총리인 P. V. 나라심하 라오와 엘리자베스 2세 여왕이 대통령으로 재임하는 동안 파키스탄을 국빈 방문했을 때 만났다.

## 사망
파루크 레가리는 2000년대부터 잠시 심장병과 싸웠고, 초기 보고에서는 그가 심장 합병증으로 인해 한동안 아팠다고 주장했다. 파루크 레가리는 2010년 10월 20일, 라왈핀디에서 심장 질환으로 사망했으며, 사망 당시 라왈핀디의 연합 군사 병원에서 수술을 받고 있었다.
데라 가지 칸의 주민들과 정치적 고위 인사들이 그의 장례식에 참석했고 그는 2010년 10월 21일 파키스탄 펀자브주 데라 가지 칸 구역의 초티 자린에 안치되었다.